# Noha Abd Rabo
Noha Abd Rabo –en árabe, نهى عبد ربه– (nacida el 2 de enero de 1987) es una deportista egipcia que compitió en taekwondo. Ganó dos medallas en el Campeonato Africano de Taekwondo en los años 2003 y 2009.

## Palmarés internacional
| Campeonato Africano | Campeonato Africano | Campeonato Africano | Campeonato Africano |
| Año                 | Lugar               | Medalla             | Categoría           |
| ------------------- | ------------------- | ------------------- | ------------------- |
| 2003                | Abuya (Nigeria)     | Medalla de oro      | –72 kg              |
| 2009                | Yaundé (Camerún)    | Medalla de bronce   | +73 kg              |